# Stefan Meissner
Stefan Meissner (Bad Harzburg, 8 marzo 1973) è un allenatore di calcio ed ex calciatore tedesco, di ruolo attaccante.